# (74487) 1999 CE105
(74487) 1999 CE105 – planetoida z pasa głównego asteroid okrążająca Słońce w ciągu 6,2 lat w średniej odległości 3,38 j.a. Odkryta 12 lutego 1999 roku.